# صبحي عبد الله زاده
صبحي عبد الله زاده (اللغة الأذرية: Səbuhi Abdullazadə) ولد في 18 ديسمبر 2001 في سومقاييت، أذربيجان. هو لاعب كرة قدم أذربيجانية، ويلعب مع سوماقييت في دوري أذربيجان الممتاز.